# Тьер, Адольф
Мари́ Жозе́ф Луи́ Адо́льф Тье́р (фр. Marie Joseph Louis Adolphe Thiers, 26 жерминаля V года (15 апреля 1797, Марсель, — 3 сентября 1877, Сен-Жермен-ан-Ле) — французский политический деятель и историк. Автор трудов по истории Великой французской революции. При Июльской монархии — несколько раз премьер-министр Франции. Первый президент французской Третьей республики (временный, до принятия конституции, 1871—1873). Член Французской академии (с 1833; на кресле № 38).

## Молодость
Сын торговца в Марселе, разорившегося во время революции и сделавшегося ремесленником. Ещё в школе Тьер обратил на себя внимание редкими способностями, благодаря чему получил дальнейшее воспитание в колледже на средства общины; окончив курс на юридическом факультете, стал адвокатом. В 1820 году написал на премию, предложенную академией, «Eloge de Vauvenargues» — «Похвала Вовенаргу»; академия признала за его работой выдающиеся литературные заслуги, но отказала в премии ввиду революционных тенденций автора и назначила новый конкурс. На следующий год автором работы на ту же тему, отличавшейся столь же высокими литературными достоинствами, но написанной совершенно в противоположном направлении и потому получившей премию от роялистской академии, оказался тот же Тьер. В 1821 году он переехал в Париж, где поселился вместе со своим неразлучным другом Минье.

## Журналист

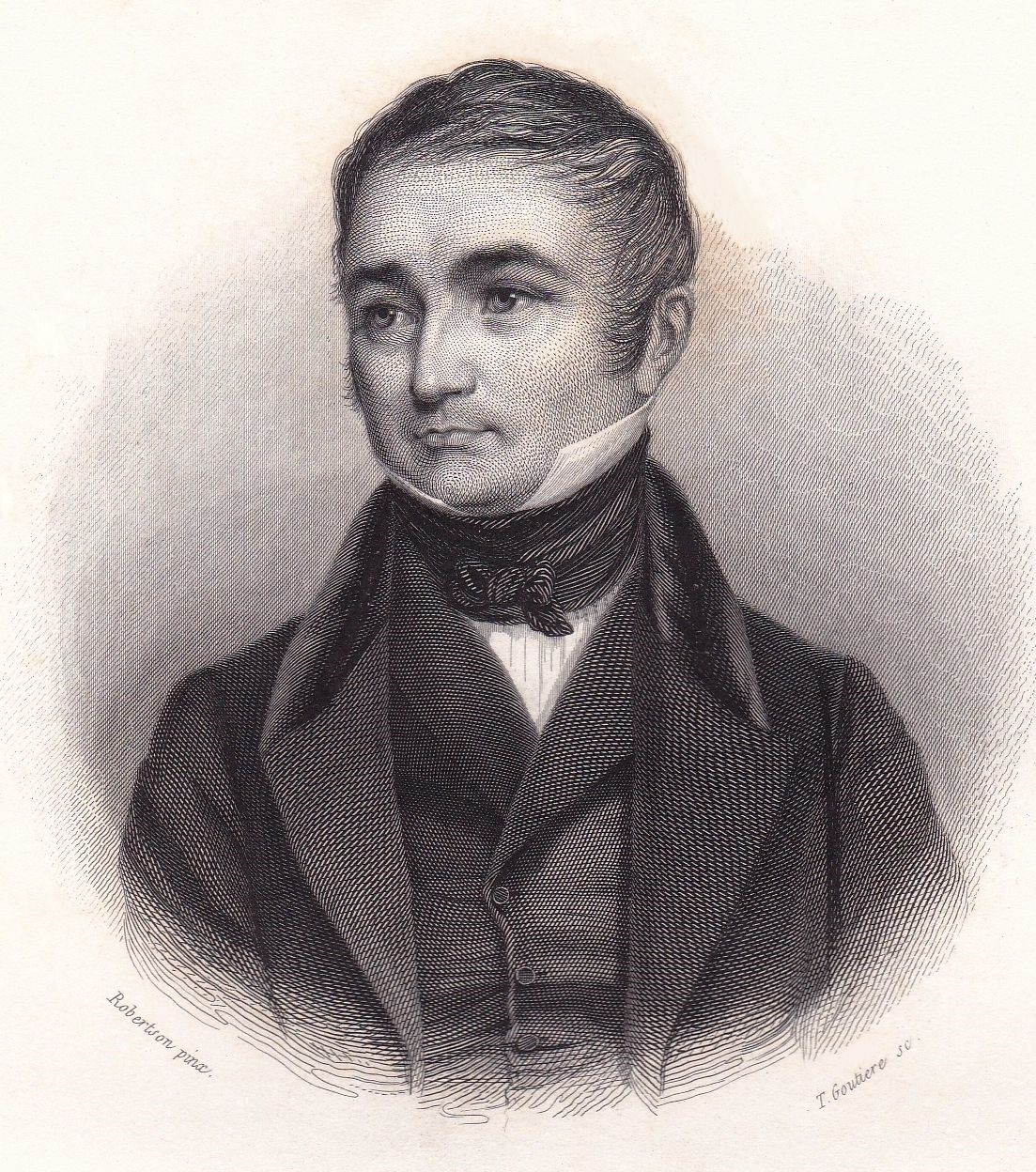
Тьер в молодости

Сначала Тьер и Минье испытывали крайнюю нужду, но Луи Адольф Тьер быстро и близко сошёлся с либеральным депутатом П.-Л. Манюэлем, потом Ж. Лаффитом и начал сотрудничать в «Constitutionnel», где писал как критические статьи по вопросам искусства и литературы, так и статьи политические. В 1822 году появился сборник его статей о художественной выставке: «Le Salon de 1822» (особенно высоко он оценивал тех художников, которые тяготели к формирующейся во Франции романтической школе, в частности Жилло Сент-Эвра). В следующем году он выпустил в свет описание своего путешествия на юг под заглавием «Les Pyrénées, ou le Midi de la France pendant les mois de novembre et de décembre 1822» (Париж, 1823; 3 издание 1833). Эта книга была проникнута политическими тенденциями и горячо отстаивала принцип свободы торговли против протекционизма. Работы Тьера создали успех журналу «Constitutionnel» и доставили автору обеспеченное положение.

## «История Французской революции»
В то же время Тьер работал над своим обширным трудом «История французской революции начиная с 1789 года вплоть до 18 брюмера» (фр. Histoire de la révolution française depuis 1789 jusqu’au 18 brumaire), увидевшим свет в Париже в 1823—1827 годах. Первые два тома написаны им в сотрудничестве с Феликсом Боденом. Труд этот был первой подробной и вместе с тем научной историей революции (одновременно с ним в 1824 году появилась история революции Минье, также научная, но гораздо более краткая). В сочинении Тьера поражало уменье говорить обо всём тоном специалиста; картины битв и походов свидетельствовали о знакомстве с военным делом, страницы, посвящённые финансам, как будто были написаны финансистом. Изящный язык и яркие характеристики главных деятелей революции обеспечивали книге успех в широкой публике.
Идея причинности проникала все сочинение; события революции не являлись случайностью или проявлением злой воли революционеров, но вытекали одно из другого с логической необходимостью; Тьера упрекали даже в историческом фатализме. Его обвиняли также в поклонении успеху; и действительно, он сочувствует Мирабо, пока Мирабо находится на вершине своего могущества; потом сочувствие его переносится на жирондистов, которых он называет самыми просвещёнными и самыми великодушными людьми эпохи — но вместе с тем он утверждает, что они повредили делу революции и свободы и вполне заслужили свою участь. По очереди он сочувствует Дантону, Робеспьеру и, наконец, Наполеону, изменяя первым двум и вполне оправдывая их казнь, как только им изменяет счастье. Успех, по мнению Тьера, венчает истинные достоинства, а неуспех — почти всегда результат ошибок. 18-е брюмера Тьер признаёт не преступлением, подобно Минье, а необходимостью не только исторической, но и моральной, и видит в нём спасение Франции от угрожавшей ей анархии. Впрочем, есть лица, по отношению к которым антипатия объясняется не только их неудачей: это Бурбоны. Есть также лицо, симпатия к которому проходит через всё произведение Тьер, независимо от удач или неудач: это герцог Шартрский (впоследствии король Луи-Филипп).
«История революции» Тьера имела крупное политическое значение. Господствовавшее в обществе отношение к революции было в то время чисто отрицательное. Существовали, конечно, и другие тенденции, но они долго не находили достаточного выражения в литературе. Книга Тьера была лучшим для своего времени выражением этих тенденций; она вся дышала сочувствием к делу революции и любовью к свободе. Она имела сразу громадный успех; в течение полустолетия она разошлась более чем в 150 тыс. экземпляров. В следующие её издания Тьер вносил значительные поправки в зависимости от изменения его политических воззрений. Избавляя книгу от некоторых частных недостатков, они лишали её строгой выдержанности тона и уменьшали то воодушевление к свободе и революции, которое проникало её первое издание (15 изд. П., 1881; в счёт изданий не входят многочисленные дешёвые издания, дополнением к книге служит изданный Тьером «Atlas de l’histoire de la Révolution française»).

## Переход к политической деятельности.Июльская революция

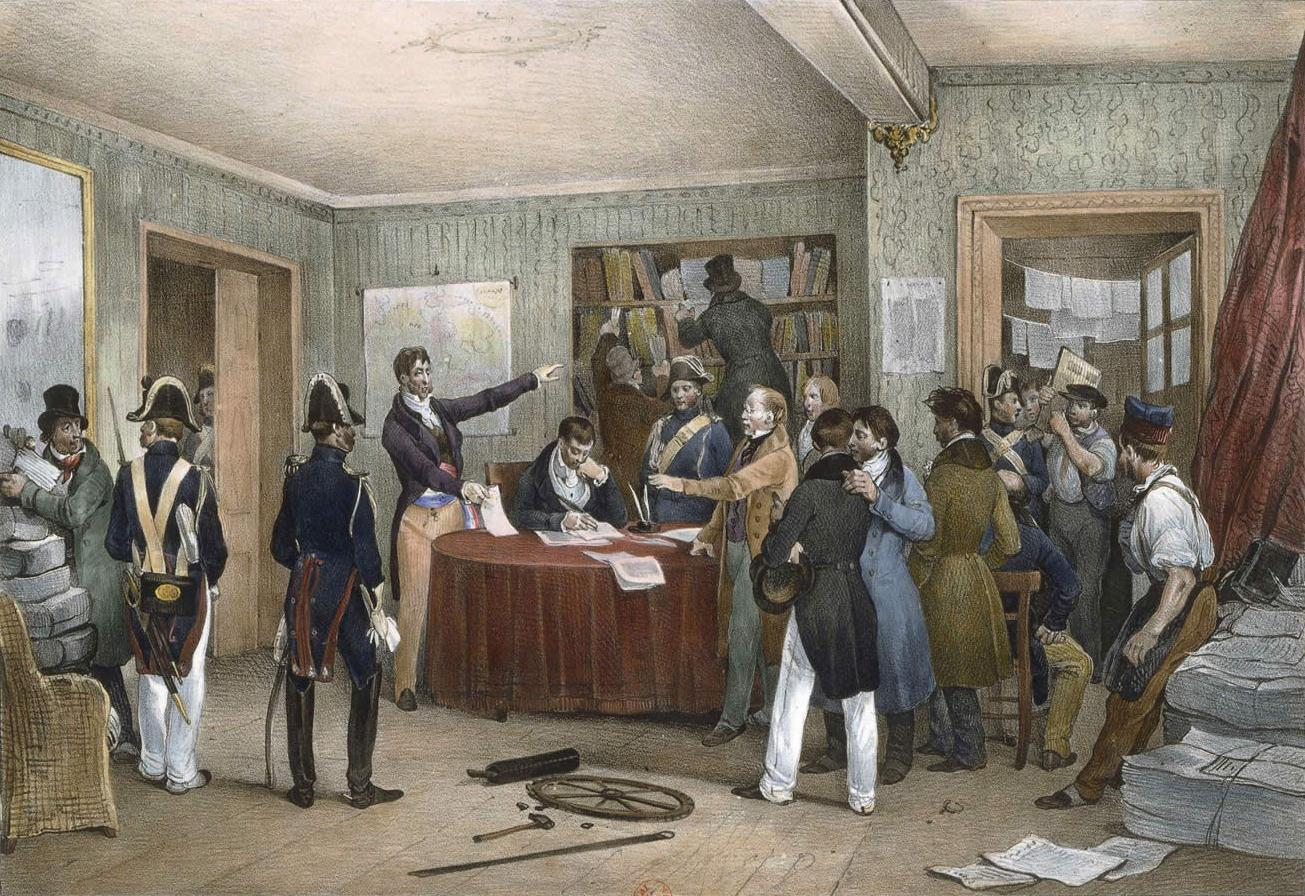
Полиция изымает тираж «National» (июль 1830 г.)

В промежуток между разными томами «Истории» Тьер успел выпустить книгу «Law et son système» (Париж, 1826) о финансовой афере Джона Ло. По окончании истории революции Тьер задумал писать всеобщую историю и в видах собирания материалов решил отправиться в кругосветное путешествие. Он уже взял паспорт и купил билет на пароход, когда 5 августа 1829 года явился декрет о назначении министерства Полиньяка; этим декретом королевская власть объявляла войну нации. Человек, желавший играть политическую роль, не мог в такое время покидать страну, и Тьер остался на родине.
Вместе с Минье и Арманом Каррелем он основал в конце 1829 года газету «National» со строго оппозиционным направлением; 1 января 1830 года появилась в этой газете передовая статья, написанная Тьером, в которой определялась её программа: верность династии Бурбонов, но при условии строгого соблюдения конституционной хартии 1814 года. Так как правительство Карла Х не обнаруживало ни малейшего желания соблюдать хартию, то уже в феврале 1830 года газета заявила о возможности кандидатуры герцога Орлеанского на французский трон; за этим последовал процесс и присуждение Тьера к значительному штрафу, который был покрыт общественной подпиской.
Другая статья Тьера носила название «Король царствует, но не управляет» (янв. 1830) — принцип, скоро принятый сторонниками конституционной монархии как основа конституционного государственного строя. Когда появились июльские ордонансы, Тьер составил прокламацию против них, в которой доказывал, что ордонансы нарушают хартию, что, следовательно, во Франции наступило состояние бесправия и этим самым правительство освободило граждан от обязанности повиновения. Он настоял на том, чтобы прокламация появилась с подписями; в числе других подписался и он сам. 26 и 27 июля он был душой всех собраний в отеле Лаффита; 28 июля он скрывался, так как был отдан приказ об его аресте, но 29 июля он был в Париже и раздавал сражающимся на баррикадах составленную им прокламацию, в которой указывал на герцога Орлеанского как на желательного главу государства.

## При Луи-Филиппе

### Переход к консерватизму
После вступления на престол Луи-Филиппа Тьер был назначен членом государственного совета, во время министерства Лаффита (ноябрь 1830 — март 1831) был товарищем министра финансов. В то же время Тьер был выбран в палату депутатов. Сперва он явился в ней представителем идей революции 1830 года, требовал защиты Бельгии и всех борющихся за свободу народностей, много говорил о свободе печати. С апреля 1831 года тон его речей стал заметно меняться. Неожиданно он оказался сторонником консервативного министерства Казимира Перье (1831—1832 годы), высказался безусловно против присоединения Бельгии к Франции, выступил защитником наследственности звания пэра и сторонником протекционистской системы, вообще противником крутых реформ. Фразы о «порядке» все чаще и чаще стали заменять прежние фразы о «свободе». В своих речах он обнаружил выдающийся ораторский талант и большую эрудицию в финансовых, торговых и общеполитических вопросах. По словам Бальзака, Тьер

«дебютировал на трибуне в качестве революционера; с южной пылкостью он подражал Дантоновскому красноречию и притом очень удачно; но скоро он убедился, что громкие фразы, величественные движения не идут к его тонкому, хриплому, слабому голосу, к его маленькой фигурке и — вероятно, по совету Талейрана — изменил тон своих речей; они стали холоднее, он видимо заботился о точности и ясности выражений и несравненно реже прибегал к пафосу… В его речах стал заметен характер добродушия, весёлости, шутливости».
Через несколько месяцев после смерти Казимира Перье Тьер вошёл в состав так называемого министерства 11 октября (1832 год), которое в течение 3 ½ лет своего существования пережило несколько кризисов, несколько раз переменило своих президентов и заново перераспределило портфели, но в сущности оставалось тем же самым; цвет ему придавали Тьер и Гизо, первый — как представитель левого центра, второй — как глава правого центра. Сперва Тьер был министром внутренних дел, потом торговли, потом опять внутренних дел. От прежнего радикализма Тьера осталось уже очень мало; изменение его убеждений произошло параллельно с изменением убеждений крупной буржуазии, представителем которой был Тьер. Министерство и сам Тьер в частности подвергались резким нападкам со стороны «National», руководимого теперь Арманом Каррелем; Тьер отвечал судебными преследованиями против этого органа, как и против других органов оппозиции. С чрезвычайной суровостью расправлялся Тьер с восстаниями, особенно с лионским и парижским (1834). После покушения Фиески на жизнь Людовика-Филиппа Тьер поддерживал так называемые сентябрьские законы (1835 г.), стеснявшие свободу печати (увеличением размера залога от газет, угрозой штрафа до 50000 франков за возбуждение ненависти к правительству и подстрекательство к мятежу, запрещением выражать симпатии к республиканскому режиму и т. д.), вводившие тайную подачу голосов для присяжных заседателей, понижавшие с 8 до 7 число голосов присяжных, достаточных для обвинения, и т. д. Ранее (1834 г.) был проведён закон, требовавший предварительного разрешения на право уличной торговли вразнос газетами и книгами, а также закон против свободы ассоциаций.
В качестве министра торговли Тьер покровительствовал бирже; при нём особенно развилась во Франции биржевая игра. Он много сделал для улучшения путей сообщения во Франции, в частности для постройки сети железных дорог. Под его влиянием правительство не только не противодействовало возродившемуся культу Наполеона, но покровительствовало ему; делом Тьера была постановка на Вандомской колонне статуи Наполеона.

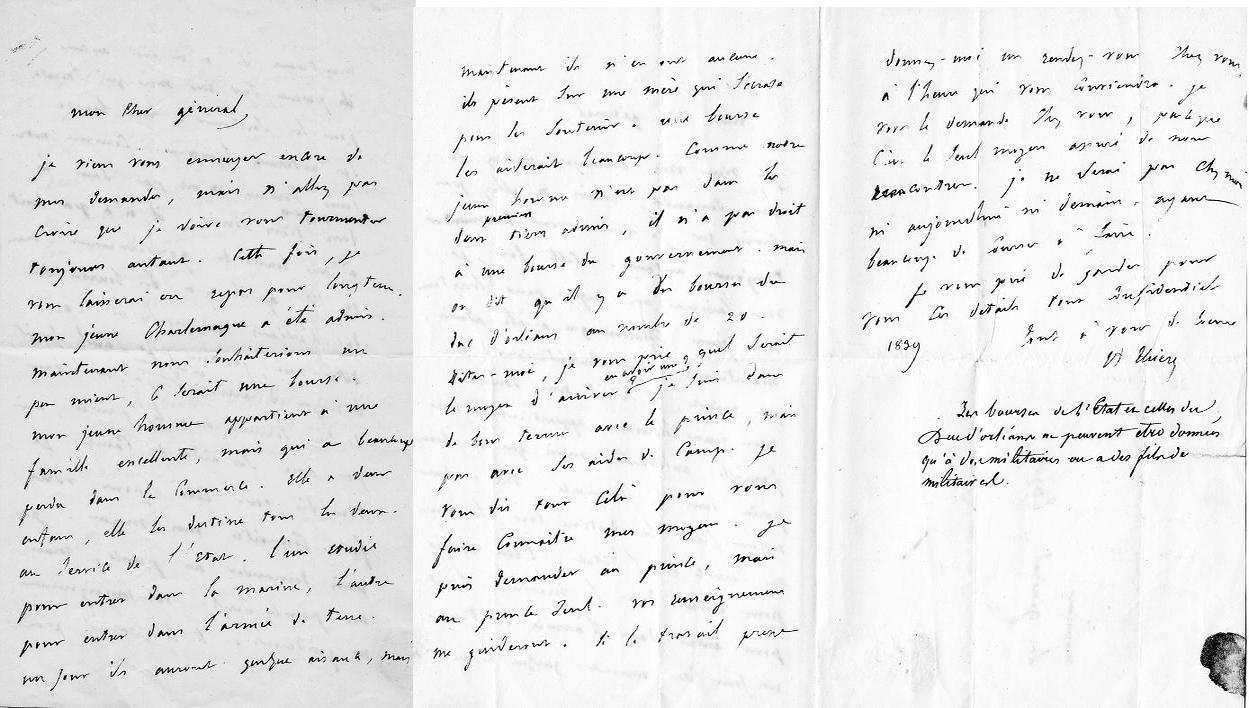
Письмо Луи Адольфа Тьера генералу Трезелю. (1839 г.)

### Правительство 1836
Соперничество между Тьером и Гизо, имевшее скорее личный характер, чем политический, привело к падению министерства 11 октября и к сформированию министерства Тьера, в котором он, кроме президентства, взял себе портфель иностранных дел. Министерство продержалось всего 6 месяцев, с 22 февраля по 25 августа 1836 года, и вышло в отставку вследствие разногласий с королём. В следующие четыре года Тьер занимался научными работами и руководил в палате династической оппозицией; участвовал в коалиции 1838—1839 года против министерства Моле.

### Правительство 1840
1 марта 1840 года Тьер составил свой второй кабинет, в котором взял себе портфель иностранных дел; кабинет был однородным и состоял из членов левого центра; главными его членами, кроме самого Тьера, были Ремюза и Кузен. В палате депутатов его поддерживал Одилон Барро, в палате пэров Тьер заручился поддержкой Брольи. Своего главного соперника Гизо Тьер держал вдали, на посту лондонского посла. Управляя этим министерством, Тьер говорил в палате: «Я сын революции, я родился в её недрах, в этом заключается моя сила». В действительности это были лишь одни слова: Тьер поставил своей задачей балансировать между разными партиями, по возможности охраняя существующий порядок. «Ни к одной партии не отношусь я с предубеждением, — говорил он в своей программной речи. — Я не верю, чтобы существовала одна партия, преданная порядку, другая — преданная беспорядку. Я верю, что все партии в равной степени желают порядка… Передо мной только добрые граждане». Министерство Тьера сделало попытку провести конверсию государственной ренты, но отступило перед противодействием палаты пэров и короля. Оно дало разрешение на постройку нескольких важных железнодорожных линий с правительственной гарантией; оно поручило принцу Жуанвильскому (сыну короля) перевезти в Париж прах Наполеона. В области иностранной политики оно решило поддержать Мухаммеда-Али Египетского против Турции и четверного союза (Англии, Пруссии, Австрии и России). Вследствие этого отношения с названными державами настолько обострились, что Тьер начал приводить армию и флот на военное положение. В тронной речи, которою должна была открыться осенняя сессия парламента в 1840 году, предполагалось возвестить предстоящий новый набор 300 тыс. новобранцев, возведение укреплений вокруг Парижа и целый ряд других соответственных мер. Король, не сочувствовавший военным замыслам своего министра, отказался произнести эту речь, и министерство подало в отставку; его место заняло министерство Сульта — Гизо (29 октября 1840 г.).

## В оппозиции
Тьер был крайне раздражён на короля и в своей речи в палате возложил на него ответственность, вступая таким образом в решительное противоречие со своей конституционной теорией; король никогда не мог простить ему этого и после 1840 года питал к Тьеру антипатию. Из проектов, предложенных Тьером, его преемники усвоили себе только проект укреплений вокруг Парижа. Тьер решительно поддерживал его в палате, доказывая, что эти укрепления сделают Париж неприступным для всякого врага, что доставка провианта в осаждённый Париж не может быть отрезана и, следовательно, взятие Парижа голодом будет также невозможно; ввиду этого Тьер рекомендовал палате ассигновать кредит в 133 млн. Оппозиция подвергала суровой критике стратегические соображения Тьера и доказывала, что форты возводятся не против иностранцев, а на случай внутренней войны. На последнее Тьер возражал, что правительство, которое осмелилось бы бомбардировать Париж, покрыло бы себя несмываемым позором. Кредиты были ассигнованы, и форты воздвигнуты. Война 1870—1871 годов доказала ошибочность стратегических соображений Тьера, а во время усмирения коммуны правительству Тьера пришлось пойти на уступки коммунны. В следующие годы Тьер явился во главе династической оппозиции против министерства Гизо; тон его речей опять значительно поднялся. Он подвергал резкой критике всю деятельность министерства, которое он упрекал в измене революции; он говорил против иезуитов (2 мая 1845 года), настаивал на несовместимости звания депутата с государственной службой. Во имя гуманности он протестовал против убийств в Галиции, против бомбардирования Палермо, упрекая правительство в индифферентизме по отношению к Италии, в поддержке Зондербунда. В таком же тоне писал Тьер и статьи в «Constitutionnel». Статьи и речи его читались в кафе и на собраниях с таким же восторгом, как в 1830 году его статьи в «National»; он вновь приобрёл популярность среди радикальных элементов. Он много путешествовал, в особенности по Германии и Италии, изучая места, отмеченные кампаниями Наполеона I.

## «История Консульства и Империи»

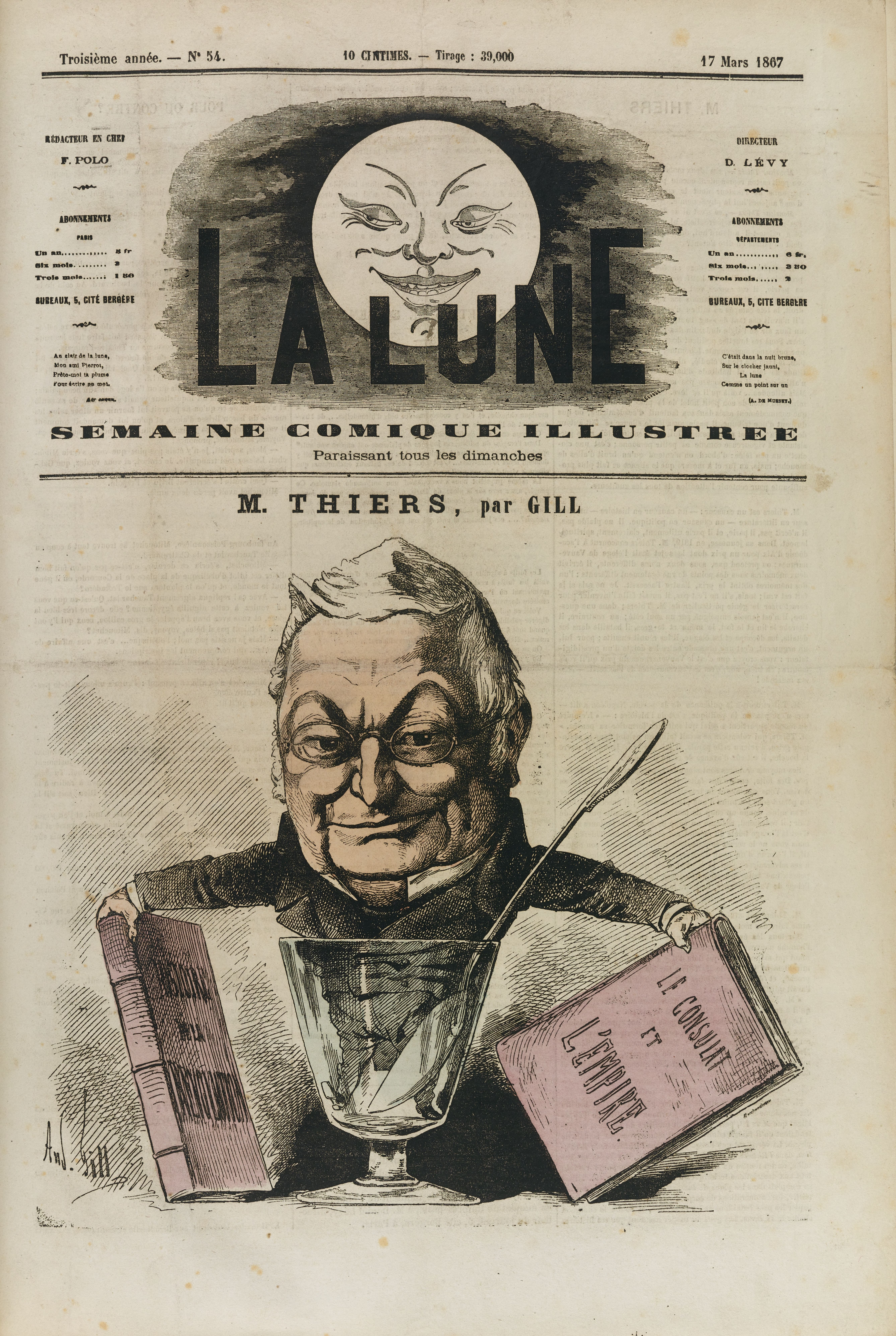
Карикатура Андре Жилля на Тьера-историка (выпуск журнала «La Lune» от 17 марта 1867 года)

В 1845 году появились первые тома его «Histoire du Consulat et de l’Empire», 20-й том которой вышел лишь в 1862 году (21-й, заключающей в себе указатель, — в 1869 году. Есть позднейшие, дешёвые издания в 5 т. К книге издан «Atlas de l’histoire du Consulat et de l’Empire»). В научном отношении эта книга, являющаяся прямым продолжением истории революции, стоит выше последней; Тьер располагал для неё громадным неопубликованным материалом, заключающимся в различных архивах, в которые он получил доступ во время своего министерства. Тон этой книги несколько иной, чем тон «Истории революции»: о «порядке» в ней говорится больше, чем о «свободе». Главным героем её является Наполеон, к которому Тьер питает настоящее благоговение, хотя и признаёт ошибочность многих его мер. Вместе с Беранже и Виктором Гюго Тьер в своих литературных произведениях немало потрудился для реабилитации Наполеона, которой он способствовал как министр; он подготавливал, сам того не зная, создание Второй империи. Тарле Е. В. отмечая роль Тьера в создании «наполеоновской легенды» писал: «Он (чрезвычайно, впрочем, мягко) порицает Наполеона только за те войны, которые тот проиграл. Написана она в общем в восторженных тонах. Это исключительно политико-дипломатическая и военная история. Экономики Тьер не знает и даже не подозревает, что она нужна для понимания истории. Его труд имел громадное влияние и читался нарасхват, чему способствовал блеск изложения».

## Революция 1848 и возвращение в политику
Когда министерство Гизо стало наконец немыслимым, Людовик-Филипп, упорствовавший до последней минуты, в ночь на 24 февраля 1848 года пригласил к себе Тьера и поручил ему составить кабинет, который, как он думал, мог спасти монархию. Тьер принял предложение и утром 24 февраля напечатал и распространил прокламацию с заголовком: «Свобода! Порядок! Единение! Реформа!». Прокламация не произвела ни малейшего впечатления. В 9 часов утра Тьер вернулся во дворец и заявил королю: «Ваше Величество! Слишком поздно!» Действительно, было уже поздно: революция совершилась. Во время выборов в учредительное собрание Тьер выступил в Марселе в качестве республиканца, но был забаллотирован. 4 июня 1848 года он был выбран сразу в четырёх департаментах и принял избрание от департамента Нижней Сены. В собрании Тьер занял место в правом центре, что объяснялось изменением не столько его взглядов, сколько характера партий. В первой же речи он заявил о своём присоединении к республике: «республика разделяет нас менее всякой другой формы правления», — сказал он. Во все время существования Второй республики Тьер боролся против радикалов и почти по всем вопросам вотировал с консерваторами. В июньские дни 1848 года он стоял за диктатуру генерала Кавеньяка; написал книгу «Du droit de propriété», направленную против Прудона и социалистов вообще. При выборе президента республики (декабрь 1848 года) некоторые выдвигали Тьера, но когда его кандидатура была отклонена, то Тьер агитировал за Людовика-Наполеона.

## При Второй империи
В законодательном собрании 1849—1851 годов он был одним из вождей монархистов, одинаково враждебных и президенту, и республиканцам; он подал голос за закон о начальном образовании, отдававший школу в руки духовенства, за закон 31 мая (1850 г.), ограничивший всеобщую подачу голосов. 2 декабря 1851 года Тьер был арестован и выслан из Франции, но уже в августе 1852 года ему было разрешено вернуться на родину, и Наполеон III стал даже приглашать его на придворные балы, называя его «нашим национальным историком». Долго Тьер стоял в стороне от политики, оканчивая свой исторический труд, но в 1863 году он был выбран в законодательный корпус, где явился крупным деятелем оппозиции. Он отстаивал свободу печати, говорил против полицейского произвола правительства; всего чаще выступал он по вопросам иностранной политики, упрекая правительство в непростительных ошибках. Когда Франция допустила разгром Австрии, Тьер произнёс знаменитую фразу: «Не осталось более ошибки, какую не совершило бы правительство». В 1869 году Тьер был переизбран в законодательный корпус. Даже министерство Оливье не примирило Тьера с империей, и он по-прежнему боролся с ней. В январе 1870 года выступил против её торговой политики, отстаивая протекционизм.

## Глава правительства
После падения Наполеона III правительство национальной обороны 13 сентября 1870 года отправило Тьера к лондонскому, потом флорентийскому, венскому и санкт-петербургскому двору. Везде Тьер был принят с выражениями самой глубокой симпатии к нему лично и к Франции, но нигде не добился действительной помощи.
8 февраля 1871 года Тьер был избран в Национальное собрание в 26 департаментах; это объясняется тем, что почти все партии, кроме бонапартистской, поместили его в свои списки. 17 февраля национальное собрание избрало его громадным большинством голосов «главой исполнительной власти». Через два дня он составил свой кабинет, в котором сам сохранил президентство. В кабинет входили представители различных партий (Жюль Фавр, Пикар, Жюль Симон, Дюфор, Гуляр, Ларси). В своей речи в национальном собрании Тьер убеждал все партии соединиться и действовать заодно, пока не будет заключён окончательный мир и страна не получит возможности высказаться. На почве этой речи состоялось временное перемирие между почти всеми партиями, известное под именем Бордоского договора. Тьер заявил себя республиканцем, и хотя он прибавил, что «наша республика будет консервативнейшей из республик», но всё-таки республиканцы могли считать его своим; орлеанисты считали его своим ввиду его старых заслуг; легитимисты и бонапартисты видели в нём наименьшее из возможных для них зол. Таким образом, Тьер примирил всех и очень искусно сумел пользоваться силами республиканцев для ведения в сущности монархической политики. Он не смещал бонапартистских чиновников, но охотно давал отставку тем немногим чиновникам-республиканцам, которых успело назначить правительство национальной обороны. При его поддержке национальное собрание приняло те меры (требование уплаты по векселям, требование уплаты квартирных денег, закон о назначении городских мэров правительством и т. д.), которые дали ближайший повод к восстанию Парижской коммуны 18 марта 1871 года. С большой энергией и жестокостью вёл Тьер борьбу с коммуной. Именно за это уцелевшие коммунары называли низкорослого Тьера «кровавым карликом» (что было подхвачено Карлом Марксом).

## Президент Франции. Последние годы

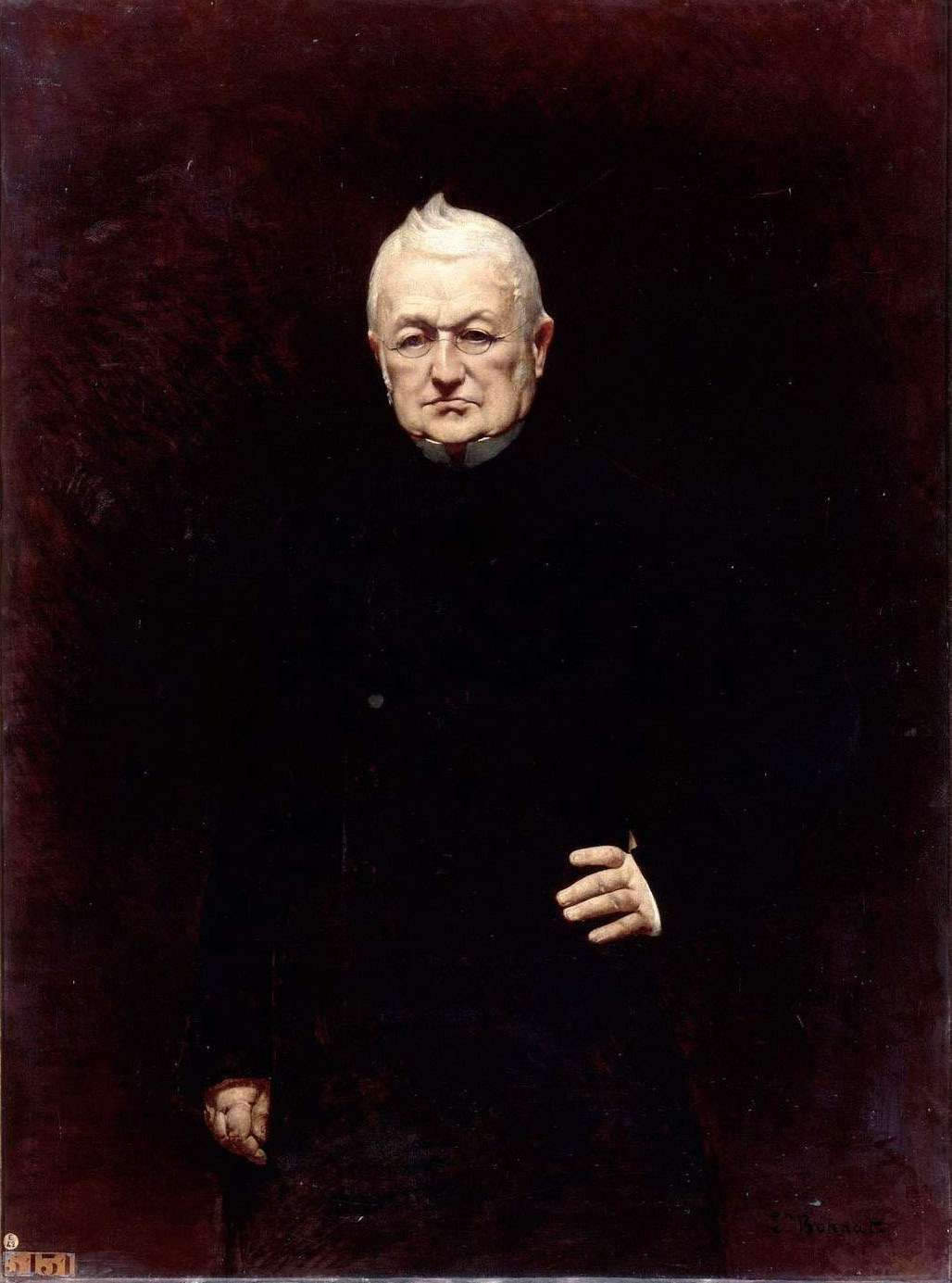
Тьер на посту президента

31 августа 1871 года национальное собрание избрало Тьера президентом Французской Республики сроком на три года. 74-летний Тьер — самый пожилой президент Франции на момент первого избрания.
Характер управления остался тот же. Тьер сам по-прежнему был не только президентом республики, но и президентом кабинета. Его управление с внешней стороны имело громадный успех. Ему удалось заключить для уплаты военной контрибуции несколько заграничных займов, которые покрывались по подписке в несколько раз; благодаря этому при нём была уплачена значительная часть контрибуции. Через несколько месяцев после окончания войны и усмирения коммуны Франция вновь заняла место в ряду великих держав, пользуясь всеобщим признанием и уважением. Во внутренней политике Тьер искусно балансировал между партиями, по-прежнему склоняясь скорее на сторону монархистов и клерикалов. Он противился всеобщей военной повинности, стоял за пятилетнюю службу в войсках, не соглашался на закон о светском и обязательном начальном обучении, отстаивал протекционизм; во всё время его управления шли процессы печати.
Несколько раз он подавал в отставку, но так как он долго был незаменим ввиду престижа за границей и умел примирять партии, то национальное собрание не принимало его отставки. Долго, однако, такое положение вещей продолжаться не могло. 19 мая 1873 года в национальном собрании был сделан запрос по поводу произведённых Тьером изменений в составе министерства (Тьер уволил Жюля Симона, ненавистного клерикалам, и одновременно Гуляра, ненавистного левой); сильную речь против Тьера произнёс Виктор де Брольи. Тьер защищался лично, но тем не менее принятый правительством простой переход к очередным делам был отвергнут 360 голосами против 344. Тьер подал в отставку, и она, может быть неожиданно для него самого, была принята большинством 368 против 338 (23 мая 1873 года).
После этого Тьер редко выступал в национальном собрании. В 1876 года он был избран в палату депутатов. 16 марта 1877 года он был одним из 363, вотировавших недоверие министерству Брольи. После этого многие ожидали и желали нового его возвышения, но через несколько месяцев он умер от инсульта.
Похоронен на кладбище Пер-Лашез.

## Память
Предположительно в честь Тьера назван астероид (125) Либератрикс, поскольку его усилиями Франция, уплатив контрибуцию, была освобождена от немецких оккупационных войск.

## Характеристика
Дело, совершённое Тьером, громадно; вся история Франции в течение полувека так или иначе связана с его именем: он оставил видный след также в науке. Способность его к труду была удивительная. Немногие умели так, как он, ладить с людьми и примирять разногласия. Несмотря на это, Тьер пользовался широкими симпатиями разве только в молодости. В последние годы его жизни он возбуждал ненависть всех радикальных элементов страны и недружелюбное чувство элементов консервативных, как ранее сумел возбудить неприязнь к себе короля Людовика-Филиппа. Во всей его лихорадочной деятельности движущим мотивом, по довольно распространённому мнению, было сильно развитое тщеславие и честолюбие. Виктор Гюго в своих посмертных записках так отзывается о нём: «Я всегда испытывал к этому знаменитому государственному человеку, выдающемуся оратору, посредственному писателю, к этому узенькому и маленькому сердцу неопределённое чувство отвращения, удивления и презрения». «Наружность Тьера (так описывает её его биограф Ломени) невольно обращала на него общее внимание; маленького роста, с огромными очками на небольшом носу, с провинциальным акцентом в голосе, с постоянным подёргиванием плеч, вечно размахивающий руками, бесцеремонный в своих приговорах, Тьер казался всем большим оригиналом».

## Сочинения
Собрание речей Тьера вышло в свет в 15 томах (1879—83, с 16-м томом-указателем) под загл. «Discours parlementaires».
Кроме названных выше сочинений, он написал:
- «La monarchie de 1830» (Париж, 1831);
- много статей в «Revue des Deux Mondes» и других изданиях;
- извлечение из его сочинений: «L’oeuvre de T. Extraits par G. Robertet» (П., без года).

«Историю Французской революции» на русский язык начала переводить до своего отъезда в США З. А. Рагозина.
Имя Тьера как историка наполеоновского времени упоминается в «Войне и мире» Л. Н. Толстого. Толстой даёт свою трактовку исторических сцен, упомянутых историком.